# ناتاژ
ناتاژ (به فرانسوی: Nattages) یک کمون در فرانسه است که در canton of Belley واقع شده‌است.

## خصوصیات
ناتاژ ۱۰٫۳۳ کیلومترمربع مساحت و ۵۴۹ نفر جمعیت دارد و ۳۱۰ متر بالاتر از سطح دریا واقع شده‌است.